# AM General
AM General — це американська приватна компанія-виробник транспортних засобів цивільного і військового призначення та колишній виробник автобусів і тролейбусів. Найбільше компанія прославилася своїми позашляховиками та вантажівками підвищеної прохідності військового і цивільного призначення (HMMWV/Hummer H2, M35, та 5-тонними тягачами, Humvee C-Series). Штаб-квартира та основні виробничі потужності знаходяться у місті Саут-Бенд, штат Індіана.

## Історія
Фактично історія AM General розпочалася ще у 1903 році. У той час компанія «Standard Motor Company» яка знаходилася у містечку Терре-Хоут, що у штаті Індіана, у результаті розширення заснувала нове відділення «Overland Automobile», яким і започаткувала сучасну компанію.
У 1908 році компанію придбав Джон Вілліс і вона переїхала до Індіанаполіса, столиці штату Індіана, отримавши нову назву «Willys-Overland Motors, Inc».
Під час Другої світової війни компанія отримує замовлення від військових відомств США і Канади, і вже у 40-х роках налагоджує масове виробництво перших, відомих на увесь світ, американських «чвертьтонних» повноприводних позадорожніх тактичних автомобілів (англ. America's first four-wheel drive one-fourth-ton tactical utility truck) Jeep.
У 1963-му компанія переходить у власність «Kaiser Motors» та змінює свою назву на «Willys Motor Company», яка у 1963-му змінюється на «Kaiser-Jeep Corporation».
Після придбання компанією «Kaiser-Jeep Corporation» у 1964 році заводів Studebaker у Саут-Бенді, що у штаті Індіана, на їх базі у 1967-му створюється нове відділення компанії «Defense and Government Products Division».
У 1970-му, після того, як «Kaiser» вирішив згорнути бізнес у галузі виробництва автомобілів, відділення «Defense and Government Products Division» придбала компанія American Motors. Відділення повністю стало дочірнім підприємством компанії AMC, яка також стала й власником компанії Jeep.
У 1971 році відділення «Defense and Government Products Division» стало окремою компанією і отримало сучасну назву AM General.

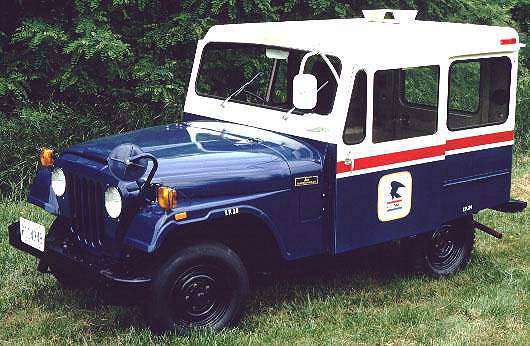
Поштовий DJ-5 AM General RHD 1975 р.

Від моменту офіційного заснування компанія продовжувала виробляти продукцію свого попередника — джипи і вантажівки цивільного та військового призначення.
З 1974-го до 1979-го компанія «AM General» виробляла автобуси і тролейбуси.
В кінці 1970-тих було розроблено «Високомобільний багатоцільовий колісний транспортний засіб» HMMWV (англ. High Mobility Multipurpose Wheeled Vehicle (HMMWV)) військового призначення, ще відомий під назвою «Humvee», який повинен був замінити джипи. Пізніше, цивільна версія цього транспортного засобу стала доступною під брендом Hummer. Інша відома продукція у лінійці «AM General» — серія Jeep DJ-5, яка являла собою версію джипів серії Jeep CJ-5 з приводом на два колеса (RWD), розроблених компанією Jeep ще у 1953-му.
У 1982-му контрольний пакет «American Motors» був куплений компанією Renault і компанія перестала бути незалежним автовиробником. У зв'язку із тим, що, згідно із законодавством США, підприємства-військові підрядники не можуть належати урядам іноземних держав, і у зв'язку із тим, що «Renault», частково належить уряду Франції (уряду іноземної держави), компанія «AM General» була викуплена корпорацією «LTV Corporation» і у 1983 році стала її дочірньою компанією.
Пізніше компанія «American Motors» буда викуплена корпорацією Chrysler Corporation і в 1984-му штаб-квартиру «AM General» переносять із будівлі «AMTEK American Motors», що у Саутфілді, штат Мічиган, у Лівонію, штат Мічиган. В 1986-му штаб-квартиру перенесли у Саут-Бенд, штат Індіана, де знаходилися на той час основні виробничі потужності компанії.
У 1992-му компанія стала власністю Renco Group, яка вже у 2002 році надала «AM General» статус товариства з обмеженою відповідальністю «AM General LLC».
У 1999-му компанія «AM General», залишаючись військовим підрядником, продала права на марку Hummer цивільного призначення корпорації General Motors, продовжуючи при цьому виробництво оригінального цивільного Hummer H1 паралельно із виробництвом цієї ж версії корпорацією General Motors.
В порядку співробітництва із General Motors, компанія «AM General» побудувала окремий завод у містечку Мішавока, що у штаті Індіана, із виробництва нового Hummer H2, спроектованого «General Motors», який вироблявся з 2002-го по 2009-й, причому, «AM General» ніколи не виробляв Hummer H3 і ніколи не був частиною «General Motors».
20-го серпня 2004 року було об'явлено, що «MacAndrews & Forbes company» та «Renco Group» формують на базі «AM General» спільне підприємство, у якому 70% будуть належати «MacAndrews & Forbes».
У 2008 році «AM General» та «Vehicle Production Group» оголосили про те, що було укладено угоду про початок виробництва компанією «AM General» доступних для інвалідних візочків автомобілів-таксі MV-1 у 2009 році. Фактично виробництво розпочалося у жовтні 2010-го.
У травні 2010-го «Azure Dynamics Corporation» обрала «AM General» для остаточного складання електромобілів Ford Transit Connect, призначених для ринку Північної Америки. Машино-комплекти у вигляді автомобілів без двигуна і трансмісії (англ. glider), зібрані на автомобільному заводі Ford Otomotiv Sanayi AS, що у ілі Коджаелі (Туреччина), транспортують на завод «AM General» у м. Лівонія, штат Мічиган, де їх оснащують приводом та електричною трансмісією «Force Drive Electric» і завершують збирання. Автомобіль оснащують літій-іонною акумуляторною батареєю виробництва Johnson Controls-Saft. Виробництво було розпочато у квітні 2011 року. Попри те, що остаточне складання цих електромобілів здійснюють на заводі «AM General», їх виробником вважається «Azure Dynamics».
У вересні 2013-го «AM General» досяг домовленості із «Vehicle Production Group» про створення на її базі повністю власної компанії «Mobility Ventures LLC» для виробництва MV-1. Перед досягненням домовленості «AM General» був єдиним підприємством, на якому складали MV-1.

## Основна продукція компанії

### Джипи та вантажівки попередників «AM General»

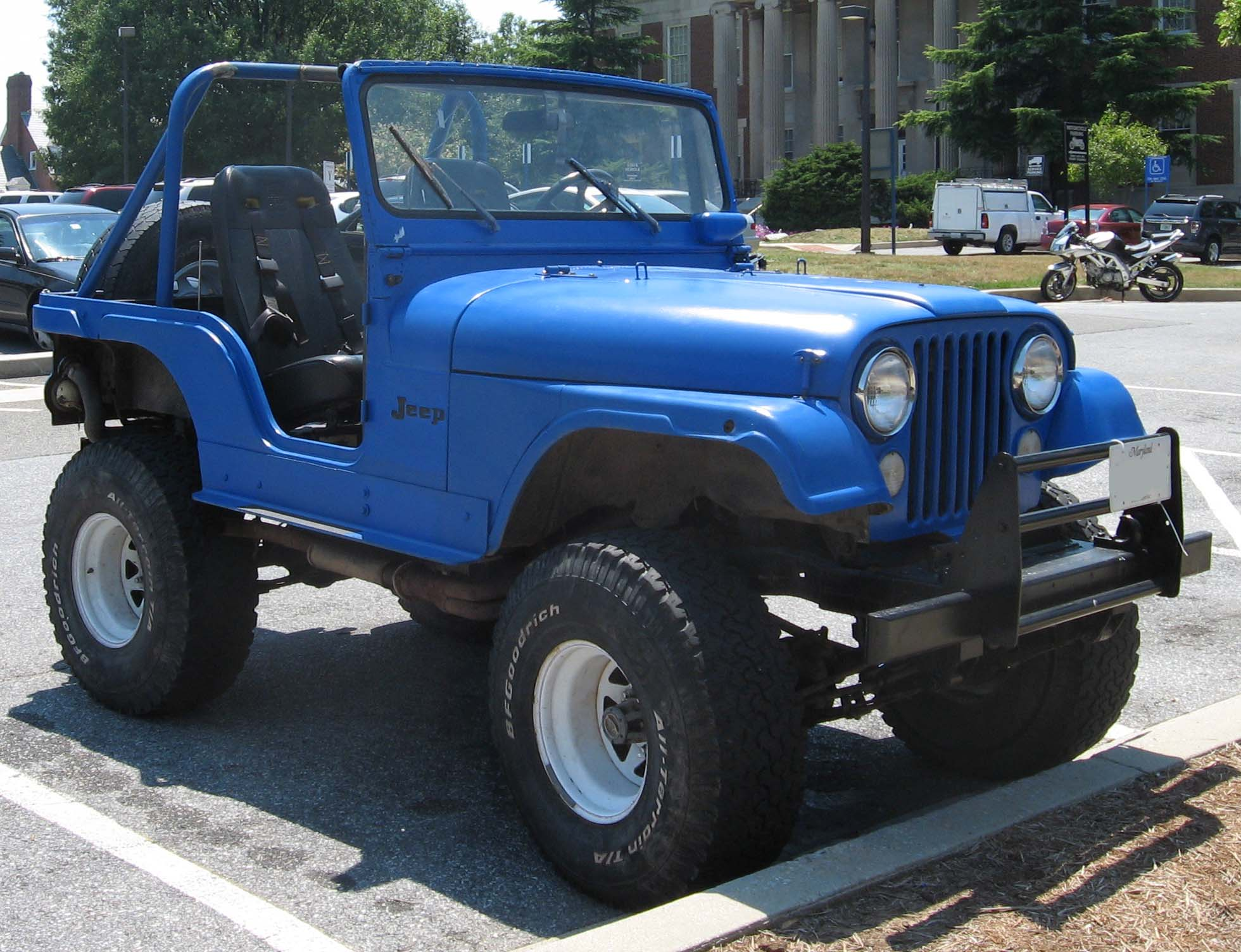
Цивільний Willys-Overland CJ

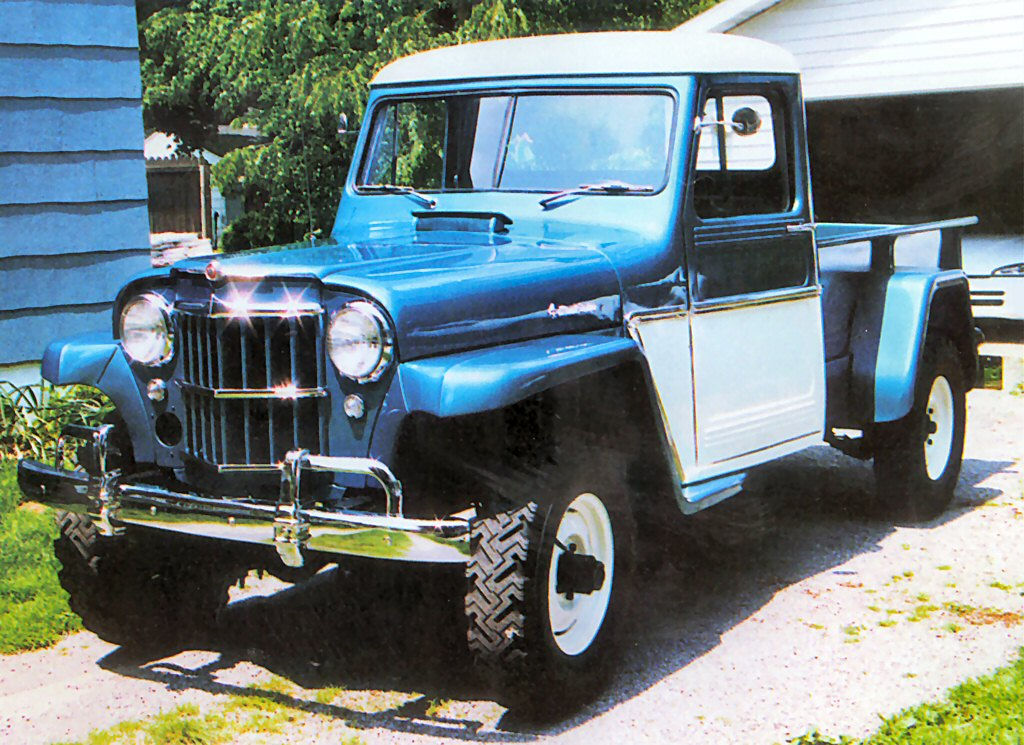
Вантажівка Willys Jeep 1 1951 року

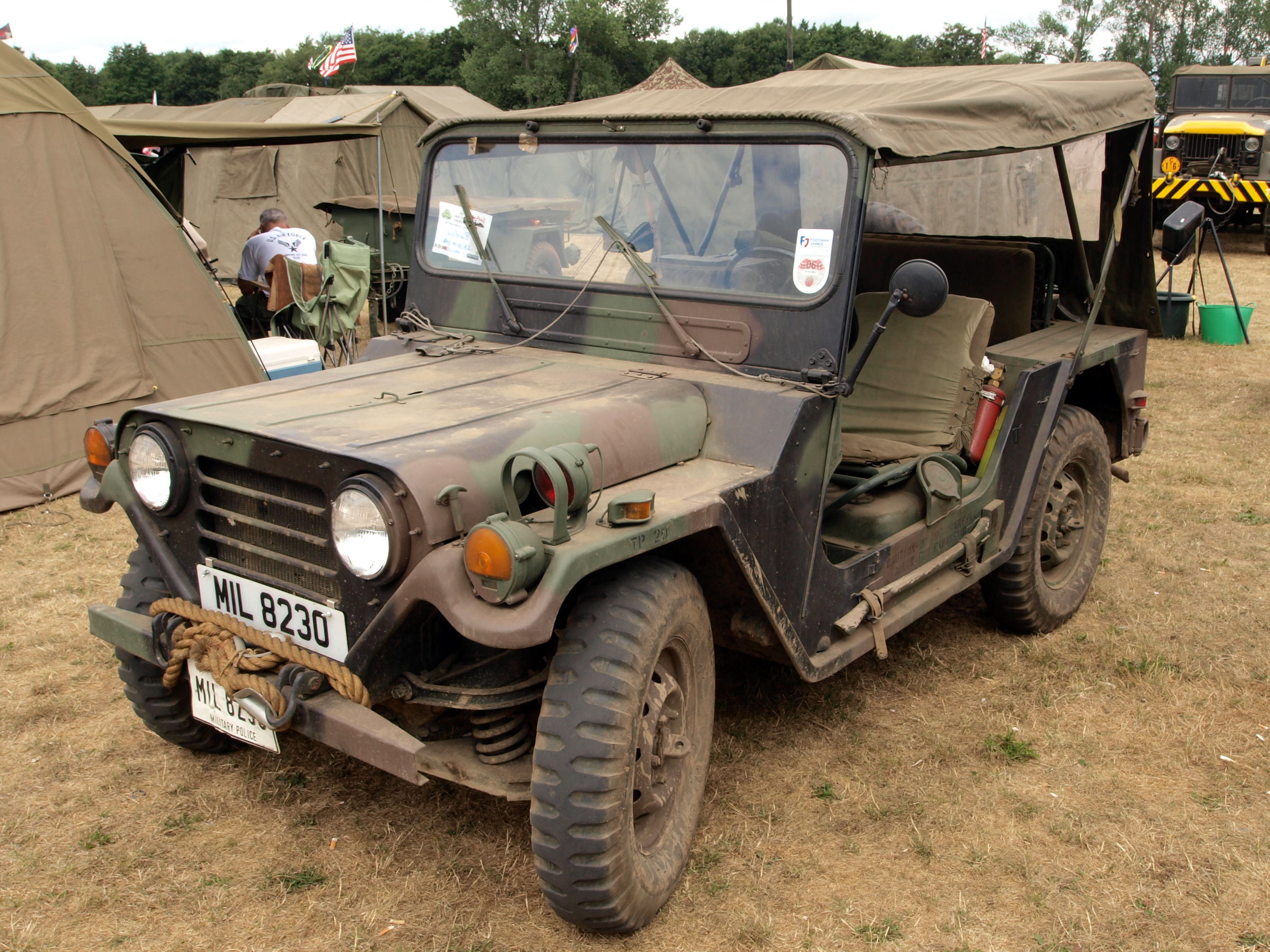
Військовий AM General M151 A2

Джипи серії «Willys-Overland CJ» відносяться до транспортних засобів підвищеної прохідності цивільного призначення (CJ означає «цивільний джип») (англ. Civilian Jeep). Їх виробництво компанією Willys-Overland було започатковано у 1944 році, напередодні завершення Другої світової війни, і продовжувалося до 1953-го. Після зміни власника і його назви, з 1953-го і до 1970-го модифікації джипів «CJ» вироблялися компанією Kaiser-Jeep.
У 1946-му було започатковано виробництво більш комфортних «Willys Jeep Station Wagon», яке продовжувалося до 1965 року. Із 1948-го і до 1950-го Willys-Overland виробляв комфортний фаетон «Willys-Overland Jeepster».
Компанією Willys-Overland у 1947 році на базі «Willys-Overland CJ» було започатковано виробництво вантажівок «Willys Jeep Truck» вантажністю від 0,5 до 1,5 тонни, яке продовжувалось до 1965 року.
У 1955 році компанією Willys Motor розпочалося виробництво цивільної версій джипів «Jeep DJ», яка відрізнялася від «Jeep CJ» приводом тільки на два колеса, і виробництво якої продовжувалося до 1963-го, а після зміни назви компанії на Kaiser-Jeep продовжувалося до 1970-го. Протягом року його виробляли на тих же заводах відділення, які тепер належали компанії American Motors, а з 1971-го, і до 1984-го — компанії AM General.
З 1961-го до 1953-го компанією Willys Motor, а з 1953-го і по 1965-й компанією Kaiser-Jeep на базі «Jeep DJ» вироблялися «Jeep FJ», які, на відміну від прототипу, оснащувалися двигунами «Willys Hurricane F-134».
Ще в 1951 році компанія Ford Motor Company отримала контракт на розроблення тактичної вантажівки військового призначення (ТВВП) (англ. Military Utility Tactical Truck (MUTT)) вантажопідйомністю ¼ тонни із колісною формулою 4х4, яка повинна була замінити джипи моделей M38 та M38A1. Народна назва цього автомобіля — ДУРНИК, (англ. MUTT), яка була співзвучною із народними назвами схожого військового автомобіля СРСР ГАЗ-69 — Бобик, Козлик тощо. Не дивлячись на те, що автомобіль був спроектований і виготовлявся компанією «Ford Motor Co.», у 1970 році компанія «Kaiser-Motors» (а після 1971 року вже компанія «AM General») отримала контракт на виробництво доопрацьованої модифікації «M151A2 MUTT» із підсиленими задньою підвіскою та тильною частиною кузова, яка вироблялась до 1982 року, і яку поступово замінили знамениті «Humvee» власної розробки.

### Автобуси і тролейбуси «AM General»

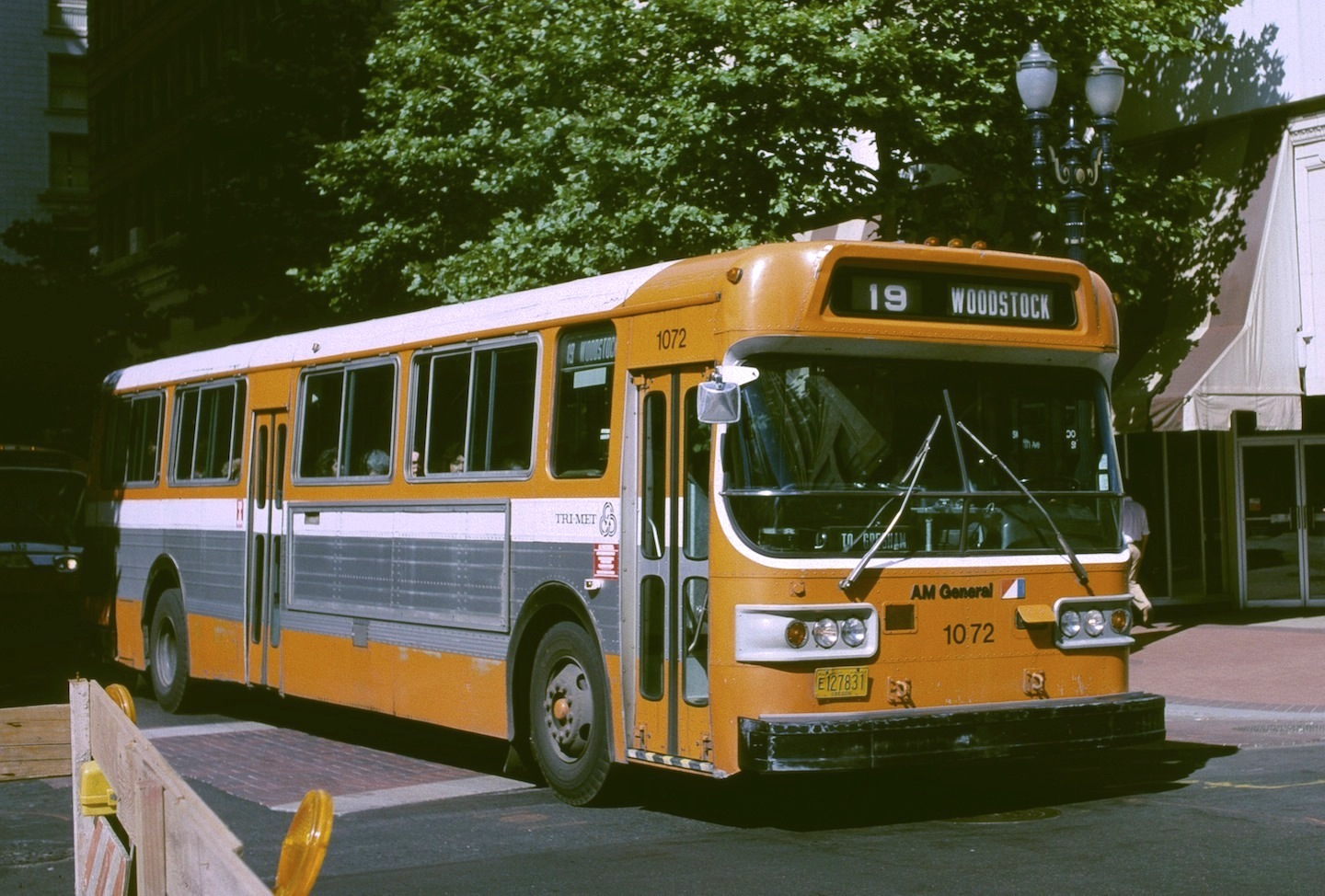
Автобус AM General

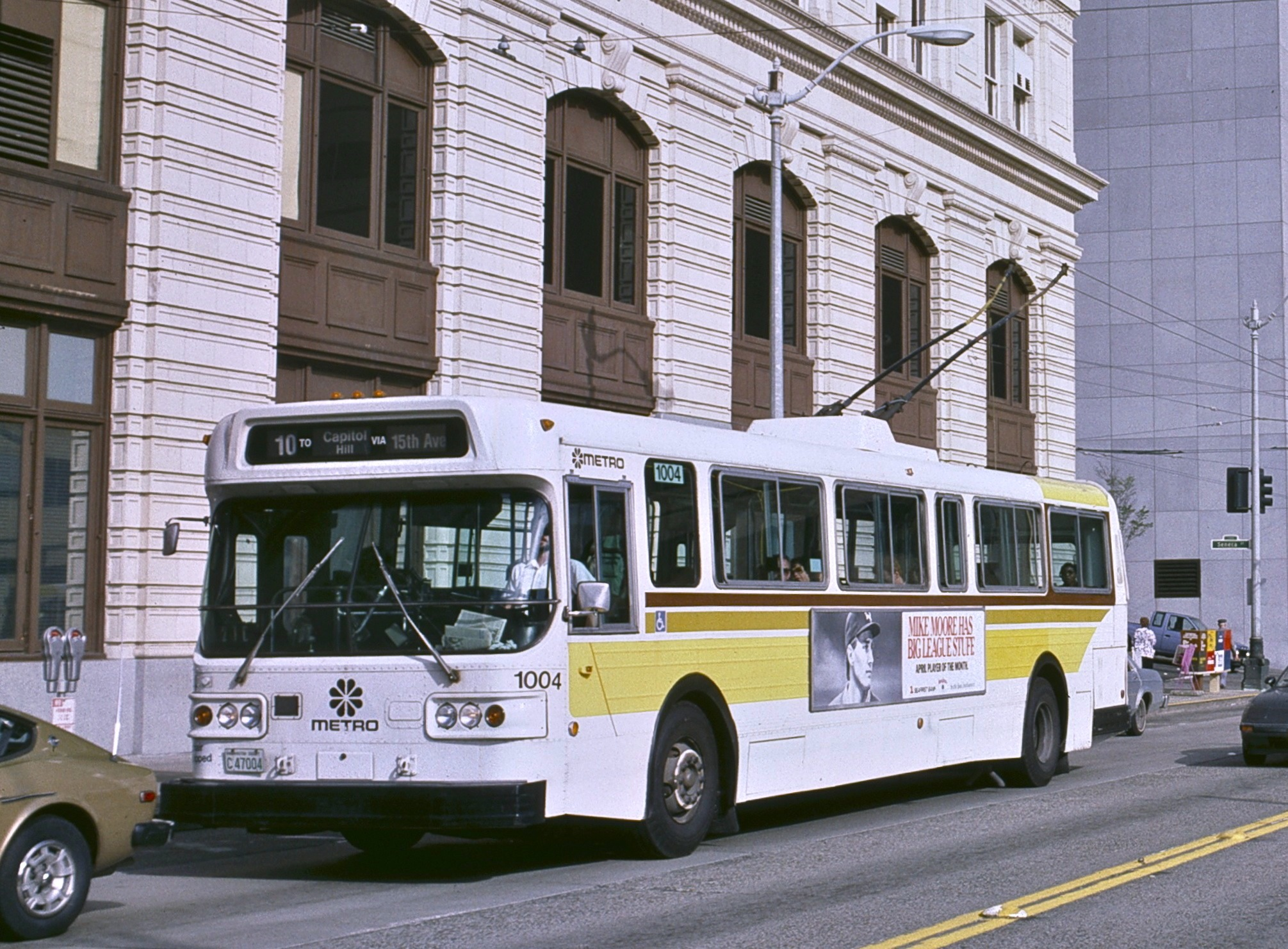
Тролейбус AM General

Починаючи із 1974-го, і до 1979-го, «AM General» виробляв міські автобуси та тролейбуси, загалом виготовивши 5 431 автобус, у тому числі, 219 тролейбусів.

#### Міські автобуси
Відповідно до контракту, укладеного із канадською компанією «New Flyer Industries», «AM General» виробляв та продавав у Сполучених Штатах автобуси, виготовлені за проектом цієї компанії. Однак, перед запуском виробництва «AM General» вніс зміни у проект, переробивши передню частину Flyer-ів, в результаті чого продукція була вже не просто проектом компанії «New Flyer», а скоріше, спільним проектом. Компанія «New Flyer» також внесла запропоновані зміни у свій проект, зокрема у моделі D800 та E800.
Позначення моделі автобуса «AM General Metropolitan» залежало від його розмірів. Автобуси виготовлялися довжиною або 10,7 м (35 футів — короткі), або 12,2 м (40 футів — довгі) та шириною або 2 400 мм (96 дюймів — вузькі), або 2 600 мм (102  дюймів — широкі). Наприклад, позначення «10240» означає, що ширина автобуса становить 102 дюйми, а довжина — 40  футів.

#### Тролейбуси
Компанія виготовила дві партії тролейбусів на базі шасі і кузовів міських автобусів моделі 10240T (шириною 2 600 мм (102  дюймів) та довжиною 12,2 м (40 футів. 110 із них були виготовлені для перевезень у місті Філадельфія, штат Пенсільванія та 109 — для міста Сіетл, штат Вашингтон.

#### Зчленовані автобуси
У 1977—1979 рр. у рамках співробітництва із MAN SE «AM General» виробляв зчленовані автобуси для міських перевезень в Сполучених Штатах. Кузови, виготовлені в Німеччині, перевозились до США, де «AM General» завершував виробництво автобуса та був першим посередником із покупцями. Пропонувалось дві довжини автобусів — 55 футів (короткі) та 60 футів (довгі). Коротких було побудовано 93 автобуси, решта — довгі. Загалом було побудовано близько 400 автобусів.. У зв'язку із тим, що Man Truck And Bus Corporation, яка є представником MAN SE у Америці, відкрила у містечку Клівленд, що у штаті Північна Кароліна, власний завод для виробництва зчленованих автобусів, призначених для американського ринку, у жовтні 1987-го було прийняте рішення про закінчення виробництва зчленованих автобусів, а у березні 1979-го був виготовлений останній автобус.

### HMMWV

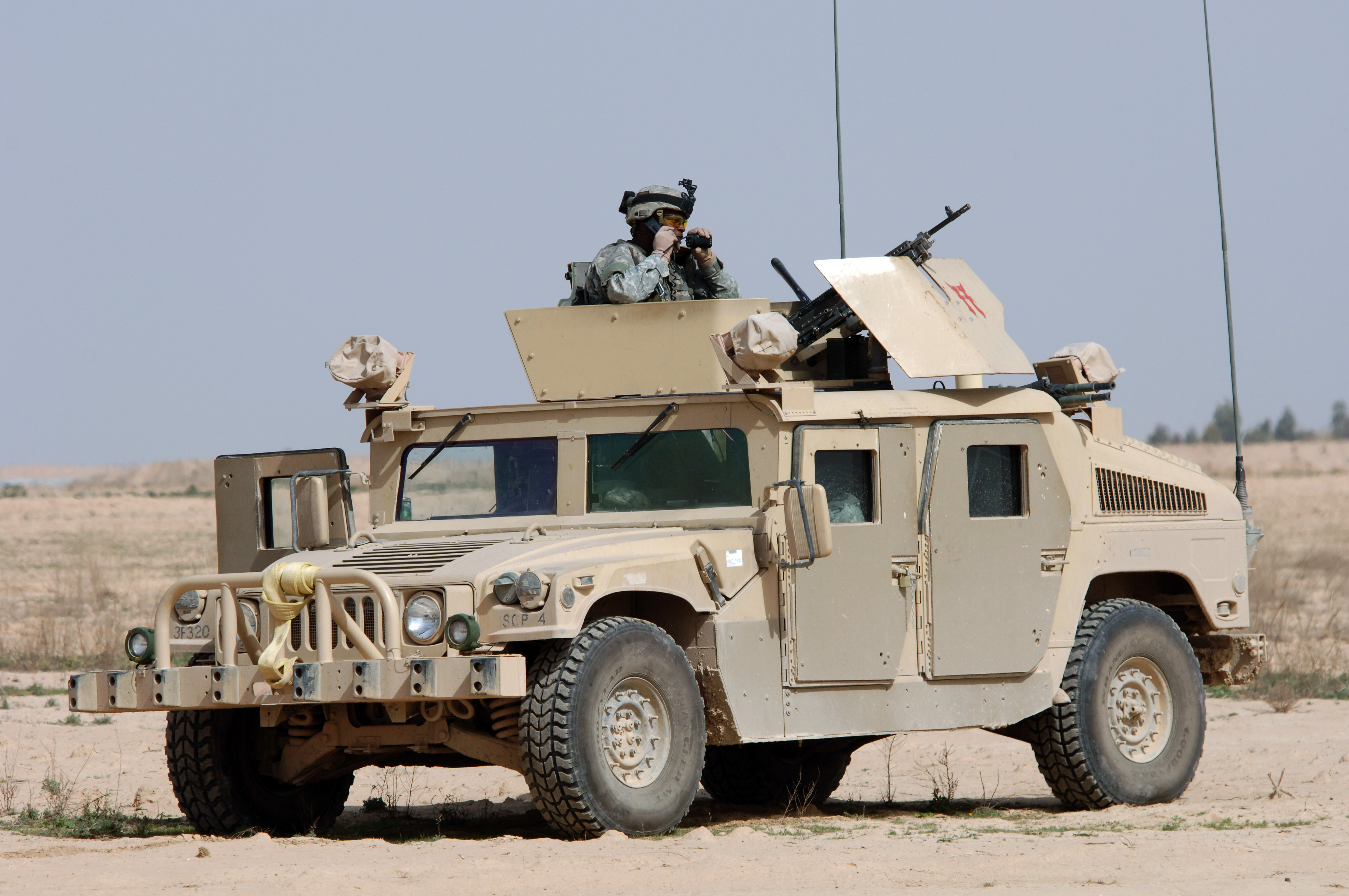
AM General HMMWV у Іраку

В 1979-му «AM General» розпочав попередній проект Високомобільного багатоцільового колісного транспортного засобу, відомого як «Humvee», 1,25-тонної вантажівки, призначеної для заміни M151 MUTT та інших легких військових транспортних засобів. Армія США надала компанії «AM General» контракт на розроблення прототипу та його випробування у п'ятимісячний термін у 1982 році.
У березні 1983-го «AM General» виграв тендер на попередній контракт на 1,2 млрд доларів США виготовити 55 000 автомобілів «Humvee» п'яти базових моделей у 15-ти різних конфігураціях протягом п'яти років. Виробництво розпочалося на складальному заводі в містечку Мішавока, штат Індіана в кінці 1984 року і перші поставки розпочалися на початку 1985-го. У середині 1991-го було виготовлено більше 72 000 транспортних засобів, включаючи й іноземні поставки.
На березень 1995-го було виготовлено близько 100 000 автомобілів HMMWV, а нині ця цифра сягає 250 000.
Маючи високі військово-тактичні характеристики, та характеристики позашляховиків, «Humvee» застосовуються збройними силами та спеціальними підрозділами США і близько 50-ти дружніх до США держав, у тому числі й України. Близько 50 автомобілів HMMWV перебувають на озброєнні 95-ї окремої аеромобільної бригади та 10 — Українсько-польського миротворчого батальйону.

### Інші транспортні засоби військового призначення

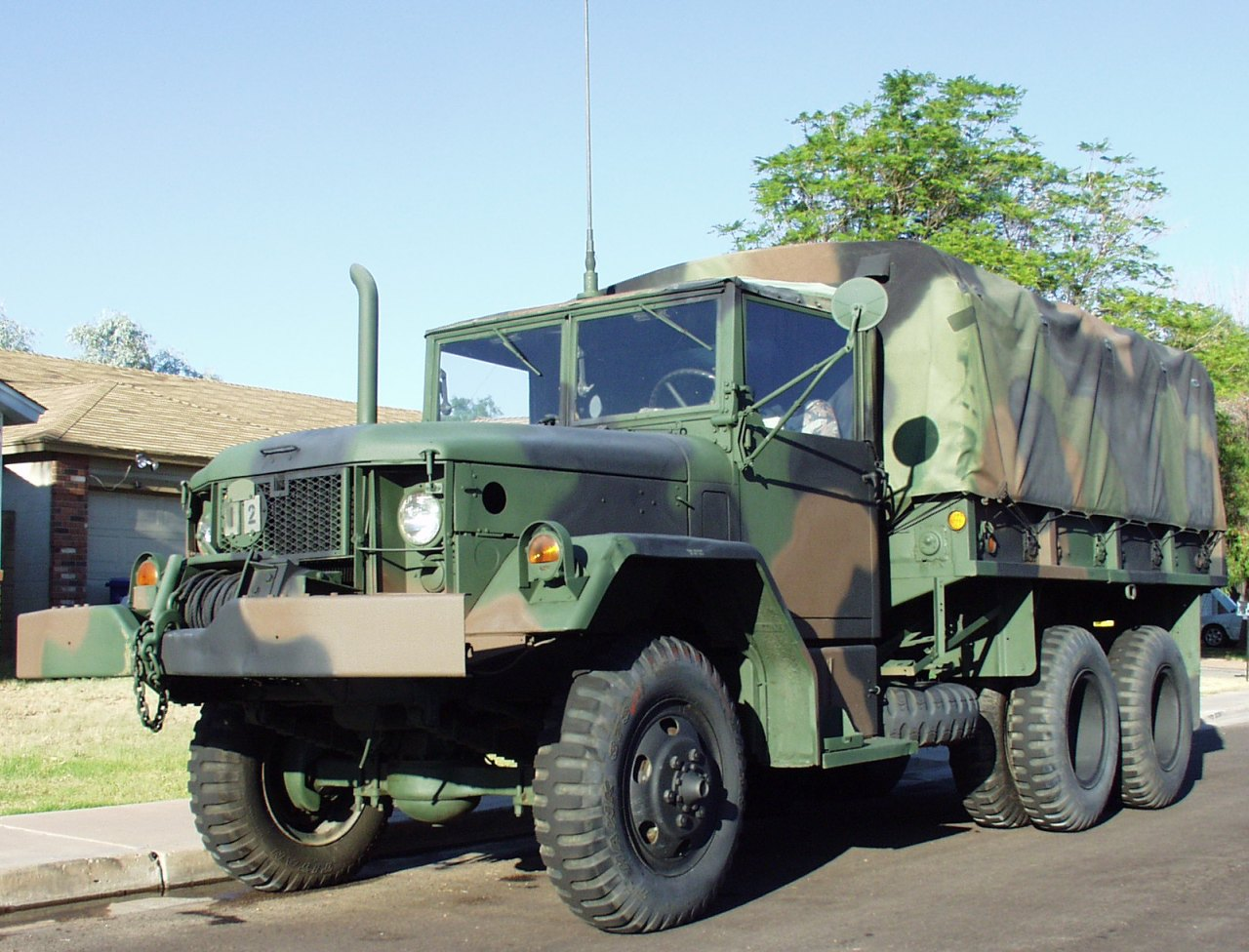
AM General M35A2 з тентом

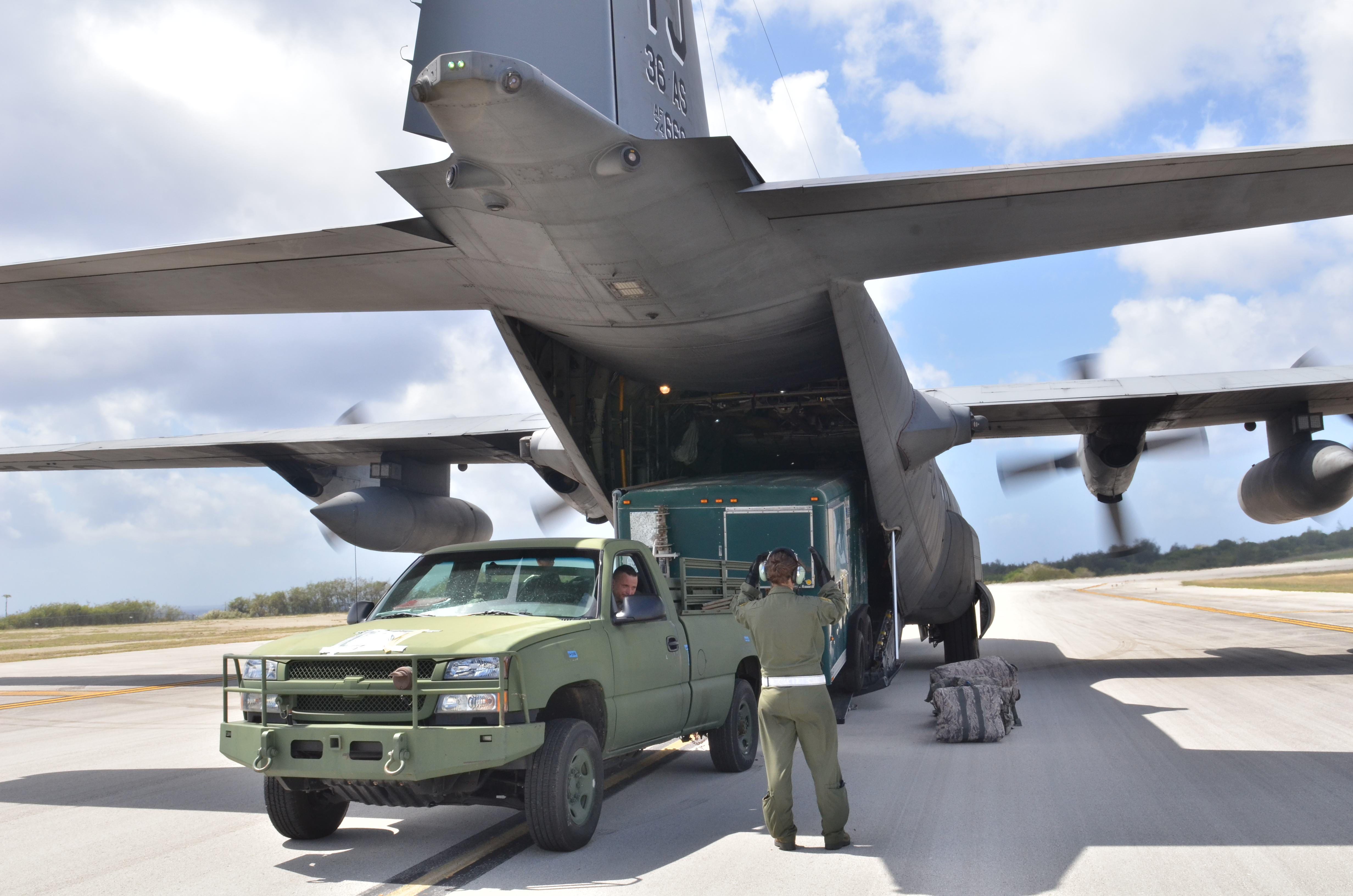
AM General LSSV

Окрім славнозвісних «Humvee», компанією виготовлялись і інші вантажні автомобілі військового призначення.
Одним із них був розроблений компанією «REO Motor Car Company» ще у 1949 році, триосний повноприводний вантажний автомобіль вантажністю 2,5 тонни M35. При цьому, вантажопідйомність 2,5 тонни обмежувалась умовами перевезення по бездоріжжю. На дорогах загального користування автомобіль був розрахований на 4,5 тонни вантажу. Автомобіль вироблявся ще компанією «Kaiser», а пізніше — вже «AM General». Окрім цього, M35 виробляли ще Kia Motors (тільки для Південної Кореї) та Bombardier (тільки для Канади).
Наступним вантажним автомобілем військового призначення був триосний повноприводний вантажний автомобіль вантажністю 5 тонн M939, який вироблявся «AM General» та «United Defense». Автомобіль міг перевозити 5 тонн по бездоріжжю та до 10 тонн по дорогах загального користування.
Із 2001 по 2005 рр. компанією спільно та паралельно із General Motors вироблявся легкий автомобіль сервісної підтримки (англ. Light Service Support Vehicle) LSSV на базі Chevrolet Silverado, Chevrolet Tahoe та Chevrolet Suburban. Військові варіанти «AM General» відрізнялися від цивільних варіантів компанії «General Motors» «камуфляжним» пофарбуванням, світломаскувальними зовнішніми світловими пристроями, військовими бамперами із виготовленими за стандартами НАТО зчіпними пристроями та засобами буксирування, розширеною панеллю приладів із додатковими індикаторами і засобами контролю та мультиплексорними панелями, військовими сидіннями, тримачами зброї, пристроями фіксації вантажів тощо.

## Участь компанії у програміJLTV

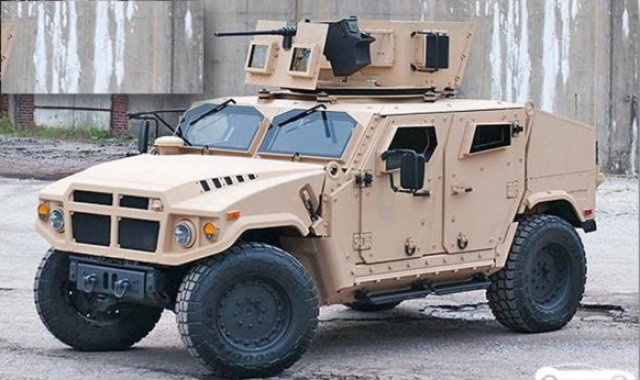
AM General BRV-O

Компанія «AM General», як і ряд інших американських компаній, бере участь у «Програмі розроблення нового легкого тактичного транспортного засобу загального призначення» (англ. Joint Light Tactical Vehicle (JLTV)), який повинен у 2015 році замінити застарілі HMMWV. У рамках цієї програми розроблено стійкий до вибухівки позадорожній транспортний засіб (англ. Blast Resistant Vehicle — Off road (BRV-O)). У 2012 році представники одного із фундаторів програми — Корпусу морської піхоти США (англ. Army and Marine Corps) відібрали його для другого етапу цієї програми — «Розроблення і розвитку виробництва» (англ. Engineering and Manufacturing Development (EMD)). Для участі у цьому етапі програми необхідно було протягом 27-ми місяців виготовити 22 дослідних зразки транспортних засобів для проведення їх випробувань в умовах експлуатації.
25 серпня 2015 переможцем програми стала компанія Oshkosh Corporation. 8 вересня компанія Lockheed Martin опротестувала це рішення. Рахункова палата США протягом 100 днів з цієї дати повинна була розглянути суть протесту й ухвалити рішення. Компанія AM General цього ж дня оголосила, що протест не подаватиме.

## Основні виробничі потужності
Штаб-квартира компанії знаходиться у м. Саут-Бенд, штат Індіана. Розроблення, випробовування і виробництво транспортних засобів військового і цивільного призначення здійснюється на наступних підприємствах:
- Інженерний центр розвитку виробництва AM General (англ. AM General Engineering and Product Development Center), м. Лівонія, штат Мічиган.
- Основний завод із виробництва і складання двигунів, (англ. General Engine Products Assembly Plant), м. Франклін, штат Огайо.
- Складальний завод військового призначення, (англ. Military Assembly Plant), м. Мішавока, штат Індіана.
- Складальний завод комерційного призначення, (англ. Commercial Assembly Plant), м. Мішавока, штат Індіана.